# Елафонісі
Елафонісі (грец. Ελαφονήσι [elafoˈnisi] "оленячий острів") - острів, розташований близько до південно-західного кутка середземноморського острова Крит, адміністративною частиною якого він є, у складі ному Ханья. За гарної погоди до острова можна дійти по мілкій воді. Острів є захищеним природним заповідником.

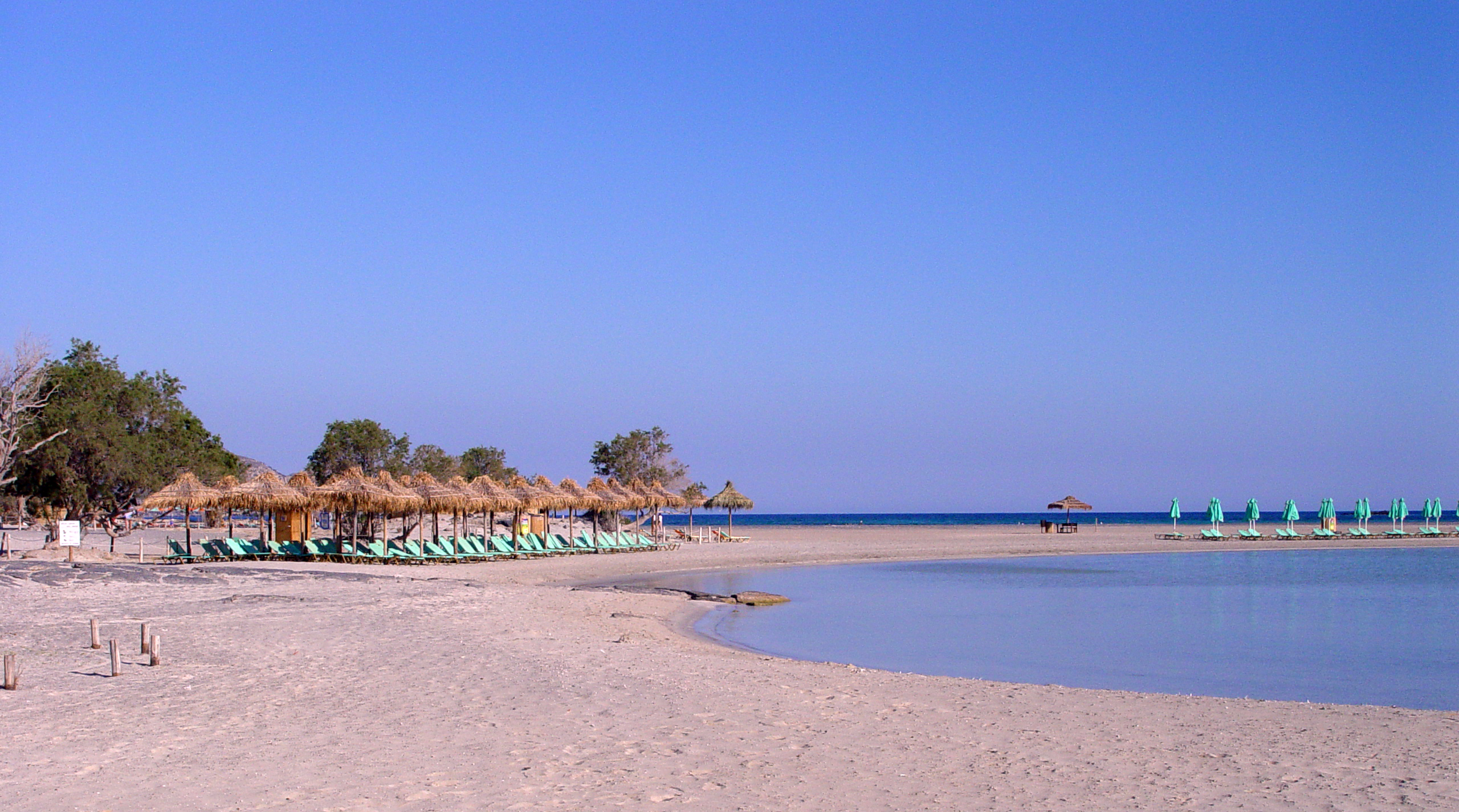
Пляж Елафонісі

## Грецька війна за незалежність
У найвищій точці острова розташовано почесний знак у пам'ять про трагічну подію. У пасхальну суботу 24 квітня 1824 року декілька сотень греків, здебільшого, жінки та діти, були вбиті на Елафонісі турецькими солдатами. Щоб запобігти просуванню турецьких військ, сорок озброєних чоловіків, разом з жінками, дітьми та старими заховалися на острові та чекали на корабель, що мав їх відвезти до Іонічних островів. Турецькі солодати вирішили влаштувати стоянку на пляжі навпроти острова. Один із їхніх коней пішов по мілкій воді до острова і люди, що ховались на острові були виявлені. Відповідно до декількох джерел на острові знаходилось від 640 до 850 людей, більшість з яких була вбита, решту продали у рабство в Єгипет.

## Корабельна аваріяІмператрікс
Великий дерев'яний хрест встановлено у пам'ять про аварію корабля 22 лютого 1907 року. Це був Імператрікс - пасажирський пароплав компнії австрійської корабельної компанії Österreichischer Lloyd. 38 людей, що намагались у рятувальній шлюбці дістатися берега загинули через сильний північно-західний вітер. Усі вони поховані на острові. Імператрікс досі лежить на морському дні перед скелями острова, через що на острові звели маяк.
Маяк був зруйнований німецькими окупаційними військами під час Другої світової війни.